# Boragh
Il Boragh o Boraq (in persiano نفربر براق‎) è un veicolo trasporto truppe iraniano. Si ritiene sia stato ottenuto per reverse engineering del veicolo cinese Type 86 WZ-501/503, a sua volta copia del IFV sovietico BMP-1. Le migliorie introdotte dagli iraniani riguardano principalmente la riduzione del peso, una maggiore velocità su strada ed una migliore protezione. Il veicolo è anfibio senza preparazione ed è dotato di un sistema di protezione NBC e di un apparato di visione notturna ad infrarossi.
Dal 2002 risultano in produzione tre ulteriori varianti basate sullo stesso scafo, realizzate dalla Vehicle and Equipment Group (VEIG), una sussidiaria della iraniana Defence Industries Organisation (DIO): una versione portamortaio da 120 mm, un veicolo portamunizioni e un veicolo trasporto truppe con armamento potenziato.

## Descrizione
Il Boragh è un veicolo trasporto truppe corazzato cingolato. Le maglie di cingolo includono elementi in gomma per prevenire il danneggiamento del fondo stradale. L'equipaggio è costituito da tre membri: conduttore, capocarro e mitragliere; nel vano trasporto prendono posti 8 fanti. Lo scafo blindato è caratterizzato da un profilo basso che ne favorisce l'occultamento. Come sugli analoghi mezzi occidentali, la parte frontale dello scafo è occupata a destra dal vano motore ed a sinistra dalla postazione del conduttore. La parte centrale e posteriore è occupata dal vano di combattimento, dove prendono posto il capocarro ed il mitragliere, con i relativi portelli, e la squadra di fanteria. Questa accede al carro tramite due portelli posteriori, il sinistro dei due dotato di feritoia e di sistema di visione. Il motore è un diesel V8 erogante 330 hp. Le ruote portanti sono mutuate da quelle del diffuso APC americano M113. Il peso in ordine di combattimento è ridotto a 13 tonnellate, la velocità su strada è aumentata e la corazzatura potenziata.
L'armamento primario della versione trasporto base è costituito da una mitragliatrice pesante DŠK 1938/46 da 12,7 mm in ralla, che in alcuni esemplari è protetta da una scudatura. A bordo trova posto una riserva di 1.000 colpi. Il carro comprende un sistema di protezione NCB e, grazie all'iniezione di gasolio nei fumi di scarico, può stendere una cortina fumogena.
Il nome del mezzo si rifà a Buraq, il cavallo alato della mitologia islamica.

## Varianti

### Iran
- Boragh - Copia ottenuta per ingegneria inversa dal BMP-1 o dal Type 86 (WZ-501), convertito da veicolo da combattimento della fanteria in veicolo trasporto truppe (armoured personnel carrier, APC). In particolare è notevole la somiglianza con la versione APC cinese WZ-503. 
  - Boragh APC base con mitragliatrice DŠK 1938/46 in ralla scudata[6].
  - Boragh IFV. La torretta è equipaggiata con cannone automatico 2A42 da 30 mm stabilizzato su due assi, a due vie di alimentazioni a nastro, affiancato da una mitragliatrice coassiale PKT da 7,62 mm. Esternamente la torretta monta infine un lanciarazzi anticarro[6].
  - Boragh portamortaio, con arma da 120 mm.
  - Boragh portamunizioni.
  - Boragh cacciacarri con torretta monoposto armata di sistema lanciamissili anticarro Toophan.
  - Raad-1 - Obice semovente su scafo Boragh dotato della torretta da 122 mm del 2S1 Gvozdika[6].
  - Raad-2 - Obice semovente su scafo Boragh, equipaggiato con una torretta simile a quella del M109A1 con cannone da 155 mm HM44 è prodotto dallo stabilimento Hadid della DIO. Il pezzo appare identico al 155/39 mm M185 americano del M109A1, con freno di bocca a due luci, estrattore di fumo, otturatore a vite, recuperatore idro-pneumatico e freno di sparo idraulico[6].
  - Cobra BMT-2 - Prototipo di veicolo di supporto di fuoco equipaggiato di mitragliera antiaerea da 23 mm ZU-23-2 binata[6].

### Sudan
- Khatim 1 - Denominazione sudanese del Boragh[1].

## Utilizzatori

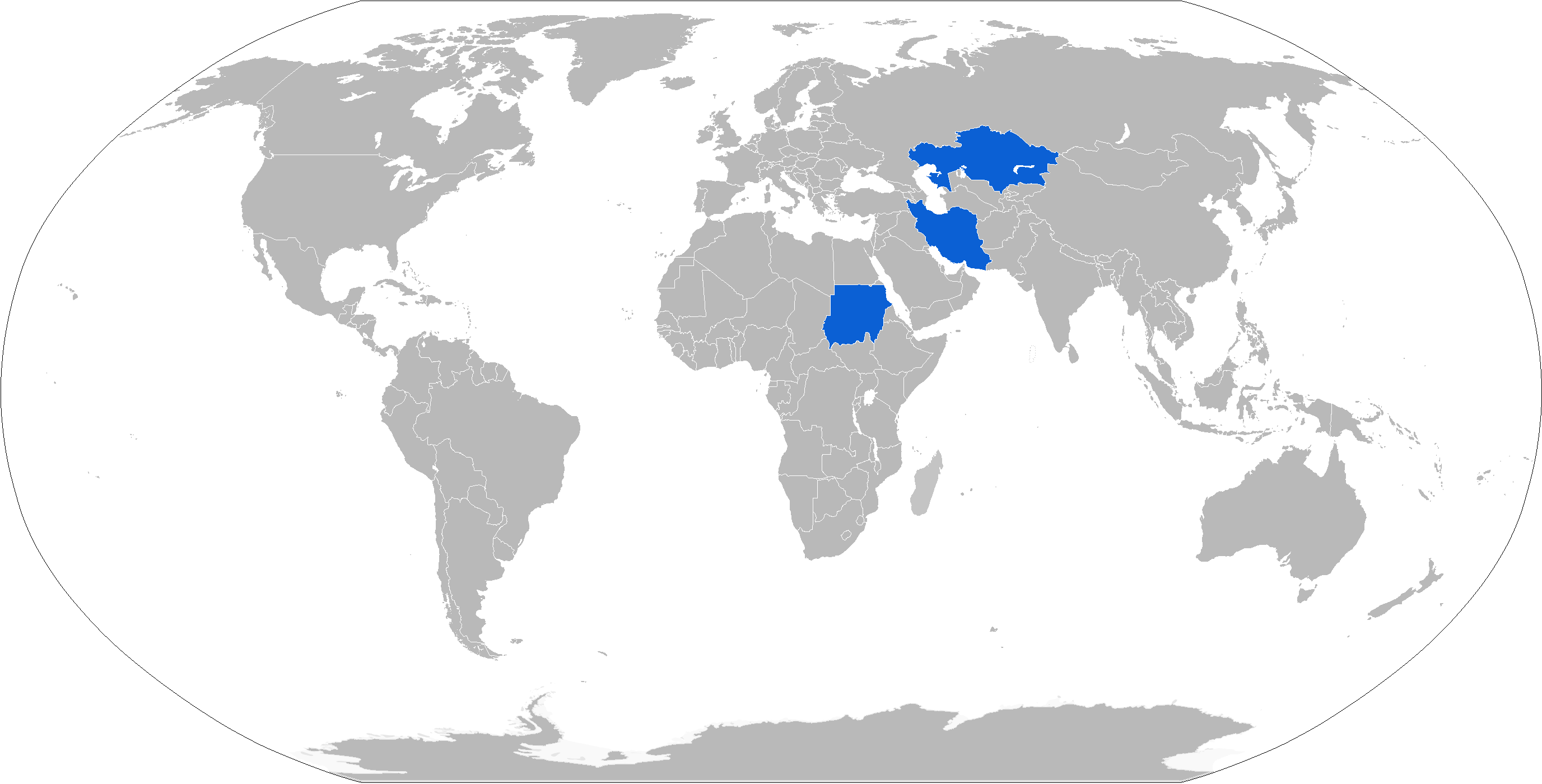
Mappa con gli operatori del Boragh in blu.

- Iran - Circa 40 esemplari in servizio tra 2000 e 2002 e 140 tra 2005 e 2008[8].
- Kazakistan - 40 esemplari in servizio tra 2000 e 2002 e circa 140 tra 2005[9].
- Sudan - 10 esemplari ordinati nel 2001 all'Iran e consegnati nel 2003[10] Some domestically assembled.[1]